# 戶口名簿
戶口名簿為中華民國的一種身份證明文件，是由各地戶政事務所發給的戶籍證明。未滿14歲的國民未請領國民身分證前，即以此作為替代之身分證明。

## 歷史與演變
戶口名簿為記載戶長及戶內人口之基本資料，供查記戶口及一般機關作為參考之用，不作為公證人民身分之證明，所以只記載現住人口，人口發生身分變動。
從1946年開始核發第一次改版戶口名簿，之後歷經1952年、1954年、1979年、1989年及1996年共計6次修改核發格式，尤以1996年7月戶役政資訊系統電腦化，戶口名簿改封面套印各縣市政府關防之A4紙張，以電腦列印後對摺迄今，為戶口名簿很大的改版。
1979年啟用的戶口名簿格式中，包含的欄位有：稱謂、姓名、血型、身分證統一編號、出生日期、本籍、役別、父母姓名、配偶姓名。
目前欄位為有：戶號、行政區劃、稱謂、身分證統一編號、姓名、配偶姓名、出生別、出生日期、役別、父母姓名、出生地、記事、原住民身分及族別等13項。

## 現行版本
最新版戶口名簿已於2014年2月5日正式發行。
- 特色：提供現住人口含詳細記事、現住人口省略記事、現住人口含非現住人口有詳細記事、現住人口含非現住人口省略記事4種組合類別，戶長可擇一申請，並具防偽功能（專屬騎縫章、押花、核發機關浮水印）等。
- 查驗方式：內政部戶政司全球資訊網建置戶口名簿查驗系統，提供各界查驗所持戶口名簿所載內容是否與戶政機關檔存最新戶籍資料相符。
- 申請期間：自上述發行日起，採新舊戶口名簿並用陸續換發方式辦理，戶籍資料無異動者，舊式戶口名簿仍可繼續使用，申請戶籍登記致戶口名簿記載事項變更，應同時申請換領戶口名簿。
- 申請方式及申請人：以戶長為申請人，戶長可親自攜帶國民身分證或委託他人（須交付委託書、受委託人亦須攜帶國民身分證）至任一戶政事務所換領戶口名簿。

| 編號：                   | 編號：      | 中華民國 103/02/05 12:00:00 換領 發證 | 中華民國 103/02/05 12:00:00 換領 發證       |
| 戶 口 名 簿              | 戶 口 名 簿 | 戶 口 名 簿                           | ◎現住人口 ◎非現住人口（註） ◎詳細／省略記事 |
| 戶號：                   | 戶長統號：  | 戶別：                                | 流水號：                                    |
| 戶籍地址：               |             |                                       |                                             |
| 戶長變更及全戶動態記事： |             |                                       |                                             |

| 稱 謂：戶長 | 出生日期：民國XXX年XX月XX日           |
| 姓 名：     | 國民身分證統一編號：                  |
| 父 ：       | 母 ：                                 |
| 父 統 號：  | 母 統 號：                            |
| 配 偶：     | 原住民身分及族別：山/平地原住民 ◯◯◯族 |
| 配偶統號：  | 役 別：                               |
| 出 生 地：  | 出 生 別：                            |
| 記 事：     |                                       |

| 註：非現住人口係指列入現戶曾居該戶之遷出國外、死亡、死亡宣告及廢止戶籍人口，並於欄後括號註明。 |                           |
| 本戶口名簿請領記錄，可於「內政部戶政司全球資訊網」 (http://www.ris.gov.tw) 查驗。              |                           |
| 本資料之蒐集、處理及利用，應遵循個人資料保護法之規範。（以下空白）                             |                           |
|                                                                                                |                           |
| 頁次：第X頁，共X頁                                                                             | 核發機關：◯◯◯◯◯戶政事務所 |

## 註解
1. ↑  s:姓名條例施行細則 (民國93年) 第二條第一項
2. ↑  . 法律文件資料庫.   [2019-01-30]. （原始内容存档于2019-01-30）.
3. ↑  新式戶口名簿－功能特色 （页面存档备份，存于）.中華民國 內政部戶政司 全球資訊網

## 外部連結
- 中華民國 內政部戶政司 全球資訊網 （页面存档备份，存于）
- 維基文庫——s:姓名條例施行細則 (民國93年)
- 全國法規資料庫—姓名條例施行細則 （页面存档备份，存于）